# 贝阿尔
贝阿尔（法語：Béard，法語發音：[beaʁ]）是法国涅夫勒省的一个市镇，属于讷韦尔区。

## 地理
贝阿尔（46°51'45"N, 3°19'39"E）面积7.71 平方千米，位于法国勃艮第-弗朗什-孔泰大區涅夫勒省，该省份为法国中部省份，北至约讷省，西北接卢瓦雷省，西接谢尔省，南至阿列省，东南接索恩-卢瓦尔省，东临科多尔省。
与贝阿尔接壤的市镇（或旧市镇、城区）包括：德吕-帕里尼、卢瓦尔河畔弗勒里、吕特奈于克塞卢、卢瓦尔河畔圣旺。

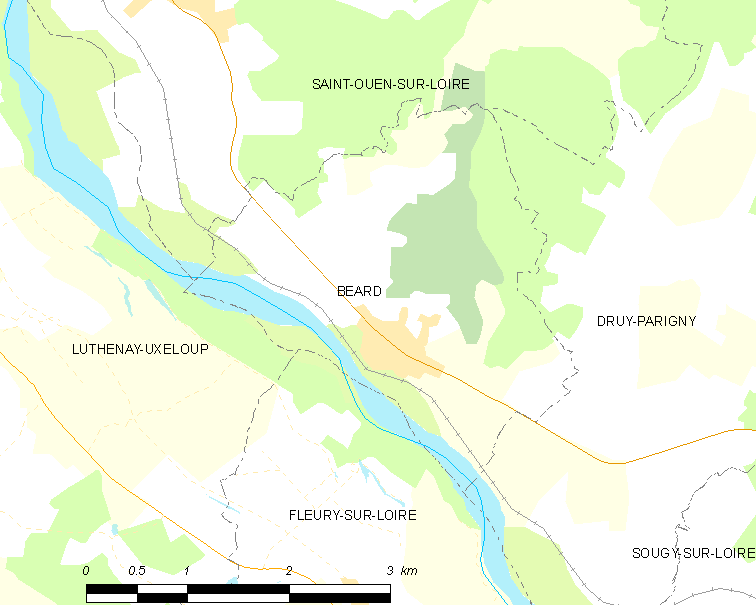
贝阿尔的OSM定位图

贝阿尔的时区为UTC+01:00、UTC+02:00（夏令时）。

## 行政
贝阿尔的邮政编码为58160，INSEE市镇编码为58025。

## 政治
贝阿尔所属的省级选区为安菲县。

## 人口

1962-2008年间贝阿尔人口变化图示

贝阿尔于2022年1月1日时的人口数量为161人。